# Сапотові
Сапотові (Sapotaceae) — родина дводольних квіткових рослин, що входить в порядок вересоцвіті. Вона охоплює близько 65 родів і 800 видів. Представники родини зустрічаються, в основному, в тропічних країнах і являють собою вічнозелені дерева і чагарники.

## Використання
Багато рослин з цієї родини мають важливе економічне значення.
Деякі види родини культивуються заради їстівних плодів:
- Абіу (Pouteria caimito),
- Зоряне яблуко (Chrysophyllum cainito),
- Каністел (Pouteria campechiana),
- Лукума (Pouteria lucuma),
- Магічний фрукт (Synsepalum dulcificum),
- Мармеладний плід (Pouteria sapota),
- Саподіла (Manilkara zapota).

Насіння дерева Ши (Vitellaria paradoxa) містить багатого жирів, з витяжки яких виготовляють їстівна «олія дерева Ши». Вони є головним джерелом ліпідів для багатьох африканських етнічних груп і використовується як компонент для виробництва косметики. Їстівна олія виготовляється також з насіння плодів дерева Argania spinosa, що зростає в Марокко.
Дерева роду Palaquium виробляють важливий тип латексу, що має різноманітне використання.

## Роди
| - Argania — Арганія. Монотипний рід дерев з Африки. - Aubregrinia - Aulandra - Autranella - Baillonella - Breviea - Burckella - Capurodendron - Chromolucuma - Chrysophyllum - Delpydora - Diploknema - Diploon - Eberhardtia - Ecclinusa - Elaeoluma - Englerophytum - Faucherea | - Gluema - Inhambanella - Isonandra - Labourdonnaisia - Labramia - Lecomtedoxa - Leptostylis - Letestua - Madhuca - Manilkara - Mastichodendron - Micropholis - Neohemsleya - Neolemonniera - Nesoluma - Niemeyera - Northia - Omphalocarpum | - Palaquium - Payena - Pichonia - Planchonella — часто відносять до Pouteria - Pouteria - Pradosia - Pycnandra - Sarcaulus - Sarcosperma - Sideroxylon — в тому числі Дерево додо - Synsepalum - Tieghemella - Tridesmostemon - Tsebona - Vitellaria (синонім Butyrospermum) — дерево Ши - Vitellariopsis - Xantolis |

| Гібіскус | Це незавершена стаття про квіткові рослини. Ви можете допомогти проєкту, виправивши або дописавши її. |